# Anchorage (Texas)
Anchorage è una comunità non incorporata degli Stati Uniti d'America della contea di Atascosa nello Stato del Texas.

## Geografia fisica
Anchorage si trova appena ad est della Ranch Road 2504 e quattordici miglia a nord-ovest di Pleasanton nel centro ovest della contea di Atascosa.